# Featurismus
Featurismus (von engl.: feature, Merkmal) bezeichnet ganz allgemein die Integration von zahlreichen naheliegenden Zusatzfunktionen in ein bestehendes technisches Produkt oder eine Software. Speziell bezeichnet der Begriff eine Produktions- und Marketingstrategie, die sich auf einfach zu realisierende, in Umfang und Kosten beschränkte Erweiterung von Produkten bzw. Angeboten durch Zusatzmerkmale und -funktionen konzentriert und dem Kunden damit einen zusätzlichen Kundennutzen bieten soll, im Vergleich zur oft fraglichen Nutzensteigerung aber einen überproportionalen Erlös bei geringen Investitionen erzielen soll.

## Featurismus als Wachstumsstrategie
Featurismus ist heute eine verbreitete Wachstumsstrategie im Bereich der Entwicklung von Software (siehe Zawinski’s Law), Computerspielen und Businesselektronik, aber auch bei Finanzdienstleistungen; man spricht auch von einem von Release zu Release „schleichende“ Featurismus (creeping featurism), was immer leistungsfähigere Prozessoren und Speicher voraussetzt. Featurismus kann zu überkomplexen Produkten, aufgeblähter und langsam laufender Software und einer in kurzen Abständen herausgegebenen Flut von Softwareversionen oder Plug-ins führen.

## Ursachen featuristischer Produktgestaltung
Auch im produzierenden Gewerbe, z. B. in der Autoindustrie, ist Featurismus in Form von Zusatzausstattungen verbreitet. In der Bekleidungsindustrie spricht man z. B. von einer erhöhten „Schauqualität“, die durch wenige Zusatzarbeitsgänge und geringen Einsatz von Zusatzmaterial erzielt wird (Steppkanten, Zierapplikationen, Brusttasche, doppelte Manschetten). Angesichts beschleunigter Produktlebenszyklen muss eine kritische Masse im Markt oft in kürzester Zeit erreicht werden. Hierbei ersetzt Featurismus oft wirkliche Produktinnovation und/oder suggeriert eine höhere Produktqualität. Oft steigert er auch nur das Image von Produkten.
Eine solchermaßen vom Marketing getriebene featuristische Produktgestaltung wird oft kritisiert, da sie von einem unrealistischen Kundenbild und einem weitgehend fiktiven Kundennutzen ausgeht, den der Kunde oft nicht realisieren kann. Insofern ist sie Ausdruck eines falsch verstandenen Profilierungsstrebens ist. Quasi-Monopolisten wie Microsoft oder Apple fällt es jedoch leicht, immer wieder neue Features in ihre weit verbreiteten Basisprodukte zu integrieren und damit den Absatz zu stimulieren.
Erleichtert wurde der Featurismus in der Produktion seit den 1980er Jahren durch Automatisierung und modular konstruierte Produkte. Zugleich setzte eine Abkehr von den Massenmärkten ein. Studien zeigen jedoch, dass der Markterfolg nicht vom Featurismus abhängt. Die entgegengesetzte, oft erfolgreiche Strategie, die eine Abkehr vom Featurismus beinhaltet, wird als cheap and easy bezeichnet.
Auch in der Architektur wird der Begriff hin und wieder für ein Design verwendet, dass auf Einzelelemente fixiert ist und das Gesamtbild vernachlässigt.

## Weitere Bedeutung
Im angloamerikanischen Sprachraum wird mit Featurism die Präferenz weißer Menschen für oder ihre Abneigung gegen bestimmte körperliche Merkmale ethnischer Gruppen bezeichnet, je nachdem, wie weit diese Merkmale eurozentrischen bzw. westlichen Schönheitsidealen nahekommen oder fernstehen (z. B. in Bezug auf Hautfarbe – auch Colourism genannt –, Nasenform oder Haare).